# قائمة سفراء دولة فلسطين لدى البرتغال
سفير دولة فلسطين لدى البرتغال هو ممثل دولة فلسطين الرسمي لدى البرتغال. يقع مقر سفارة دولة فلسطين لدى البرتغال في العاصمة لشبونة.

## قائمة السفراء
| رئيس البعثة الدبلوماسية       | صورة | تاريخ الاعتماد الدبلوماسي | تاريخ الانتهاء | رئيس دولة فلسطين | رئيس البرتغال          |
| ----------------------------- | ---- | ------------------------- | -------------- | ---------------- | ---------------------- |
| منذر عز الدين إسماعيل الدجاني |      | غ/م                       | غ/م            | ياسر عرفات       |                        |
| عصام صادق علي بسيسو           |      | غ/م                       | 2005           | ياسر عرفات       |                        |
| رندة النابلسي                 |      | 2006                      | 2010           | محمود عباس       |                        |
| مفيد محمد أحمد الشامي         |      | 12 ديسمبر 2010            | 2013           | محمود عباس       | أنيبال كافاكو سيلفا    |
| حكمت عزت عجوري                |      | 30 أكتوبر 2013            | مارس 2017      | محمود عباس       | أنيبال كافاكو سيلفا    |
| نبيل أحمد عثمان أبو زنيد      |      | 8 يونيو 2017              | 2024           | محمود عباس       | مارسيلو ريبيلو دي سوزا |
| روان طارق زكي أبو يوسف        |      | 23 سبتمبر 2024            | لا تزال        | محمود عباس       | مارسيلو ريبيلو دي سوزا |